# Del Mar Motors
Die Del Mar Motors, Inc. war ein US-amerikanischer Automobilhersteller, der nur 1949 in San Diego (Kalifornien) ansässig war.
Der Del Mar war ein fünfsitziges Cabriolet mit zwei Türen, das dem zeitgenössischen Hillman ähnlich sah. Der Radstand betrug 2540–2642 mm. Angetrieben wurde der Wagen von einem seitengesteuerten Vierzylinder-Reihenmotor mit 2655 cm³ Hubraum, der von Continental zugeliefert wurde und 63 bhp (46 kW) leistete.
Der schicke Wagen kostete US$ 1200,–, aber es entstand lediglich eine Nullserie.